# Коломенский завод
АО «Коло́менский заво́д» — российское предприятие транспортного машиностроения, одно из старейших в стране. С 2005 года входит в «Трансмашхолдинг».

## История завода

### Основание и XIX век

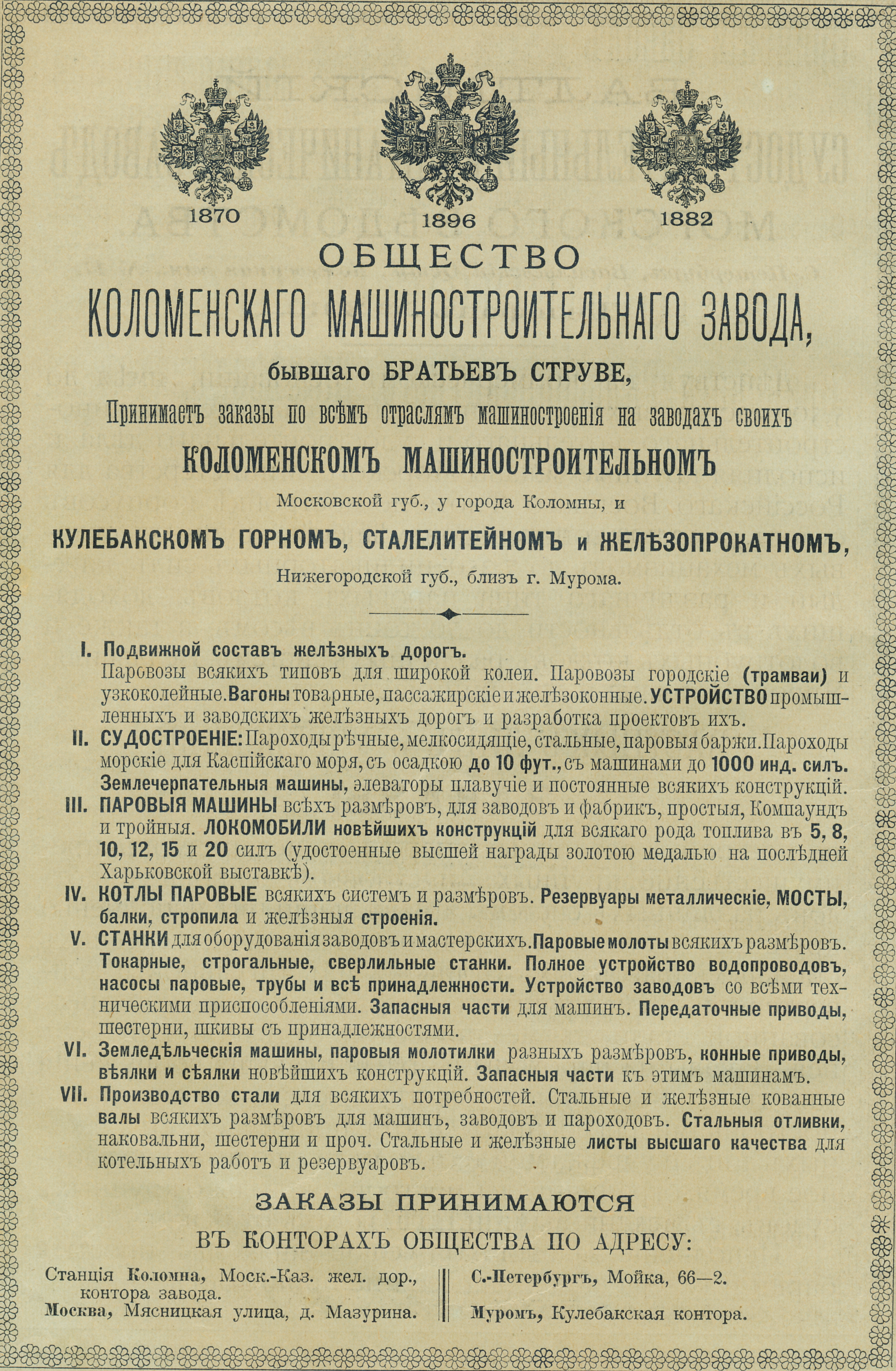
Реклама общества Коломенского машиностроительного завода, 1899 год.

В 1862 году Общество Московско-Саратовской железной дороги довело железную дорогу до Коломны, где её прокладка приостановилась в связи с необходимостью постройки моста через реку Оку. В это же время, в конце ноября 1862 года, из-за значительных затрат было решено ограничить строительство железной дороги до Рязани, что было возложено в соответствии с Уставом от 8 января 1863 года на Общество Московско-Рязанской железной дороги. Мост через Оку был поручен бывшему начальнику первой дистанции Общества Московско-Саратовской железной дороги — инженеру А. Е. Струве.
Возле села Боброво, недалеко от Коломны, была построена станция Голутвин и устроены мастерские для изготовления металлических ферм для строящегося моста. Вначале это небольшое предприятие — чугунолитейный цех на 200—300 пудов отливок в сутки, кузница, механические мастерские и навес для сборки металлических и деревянных конструкций. Капитальный мост через Оку, ставший первым в России совмещённым мостом для железнодорожного и гужевого транспорта, был открыт 20 февраля 1865 года.
Спустя некоторое время Струве написал: «отстроены все окрестные мосты, и завод остаётся без работы, специальность мостовая уже не может прокормить его». И Струве решил перестроить производство на выпуск товарных вагонов и платформ, железнодорожных поворотных кругов, баков для водонапорных башен, водоразборных колонок для снабжения паровозов водой. Для перестройки завода и организации производства паровозов Аманд Струве пригласил в компаньоны своего брата Г. Е. Струве — инженера, видного специалиста по сооружению военных объектов, а для финансовой поддержки — московского купца 1-й гильдии А. И. Лессинга, имевшего большие связи на биржах и в банках. С 1865 года управление предприятием принял Густав Струве, а завод стал именоваться «Механический и литейный завод инженеров братьев Струве». На должности директора завода, начальников цехов, мастеров были приглашены иностранные специалисты.
Уже в 1865 году в Коломне было организованно производство первых товарных платформ, а затем и вагонов различного типа и началась подготовка к постройке паровозов. В 1869 году по французским чертежам был выпущен первый паровоз. На заводе изготовили цилиндры паровой машины и ряд других деталей, многие детали были покупными.

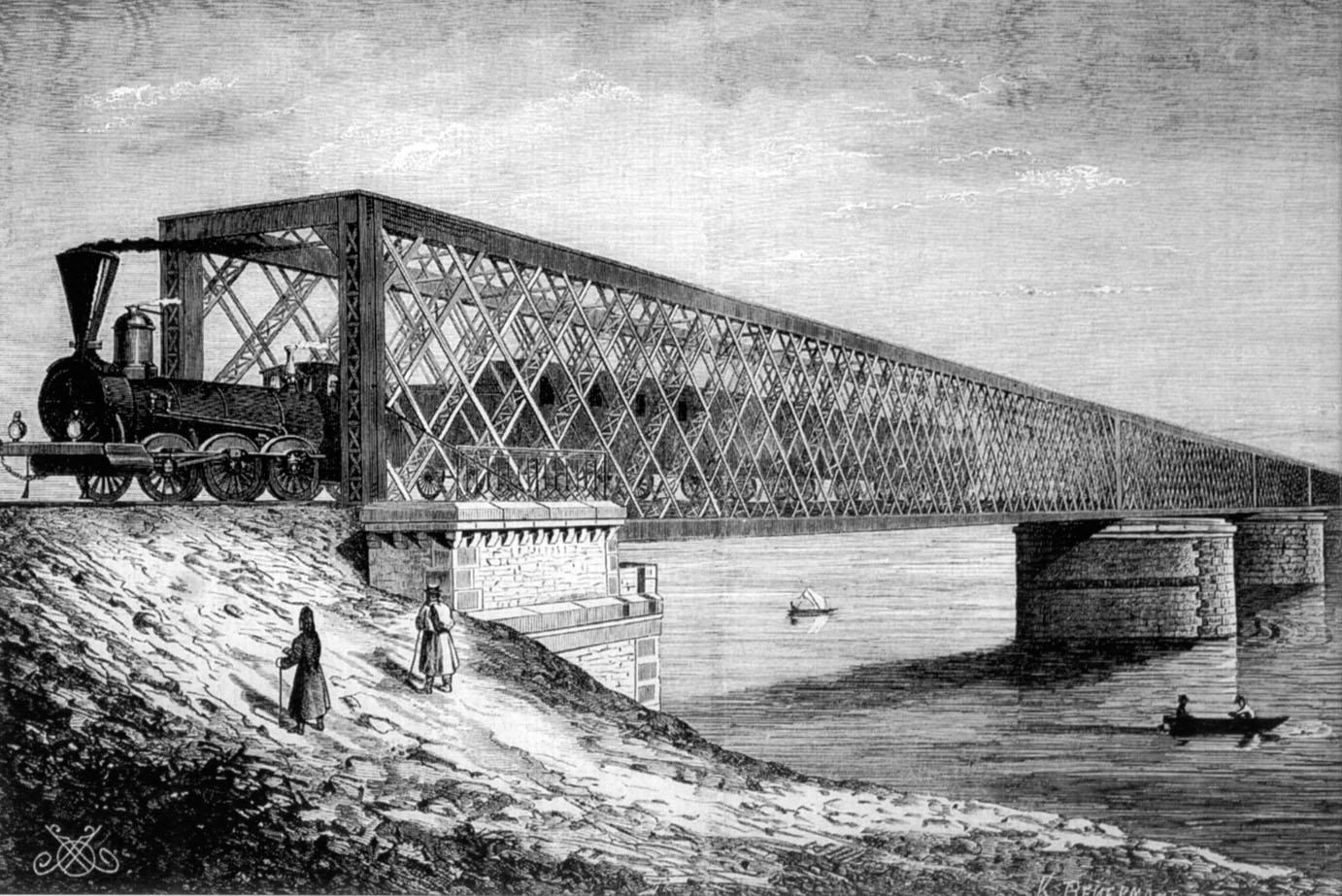
Киевский железнодорожный мост А. Е. Струве через реку Днепр.

Вслед за мостом через Оку сооружаются все мосты от Коломны до Воронежа и от Серпухова до Курска и Киева. Киевский мост через Днепр, строившийся в 1868—1870 годах, по новому способу с быками «пневматической системы», современники называли самым большим мостом в Европе: его протяженность превышала 1 километр. По заказу Московской Городской Думы в 1860—1870-х годах Коломенский завод построил Бородинский, Краснохолмский, Москворецкий и Крымский мосты. До сих пор одним из самых грандиозных и изящных сооружений считается Литейный мост, построенный в 1879 году через реку Неву в Санкт-Петербурге.
В 1870 году предприятие было преобразовано в Акционерное общество «Коломенский машиностроительный завод».
На заводе в Коломне построены: первый русский трёхосный паровоз серии Т (1870), ставший первым локомотивом и для самого завода, первое в мире судно с дизельной установкой — буксир «Коломенский дизель» (1907), первый двухтактный ПДП-дизель системы Корейво, ставший движителем внутреннего сгорания на первом в мире речном теплоходе и первый в мире серийный тепловоз Ээл.
За высокое качество продукции, представленной на Всероссийской мануфактурной выставке 1870 года в Санкт-Петербурге, завод получил право в дальнейшем маркировать свои изделия государственным гербом.
В 1878 году изготовлен первый речной пароход «Кулебаки», вслед за ним строились суда различного назначения.
На Всероссийской выставке 1896 года в Нижнем Новгороде фирма награждена повторением права изображения Государственного герба на своей продукции.
Коломенский завод стал одним из ярких символов бурного развития железнодорожного транспорта в Российской империи второй половины XIX века.

### Начало XX века

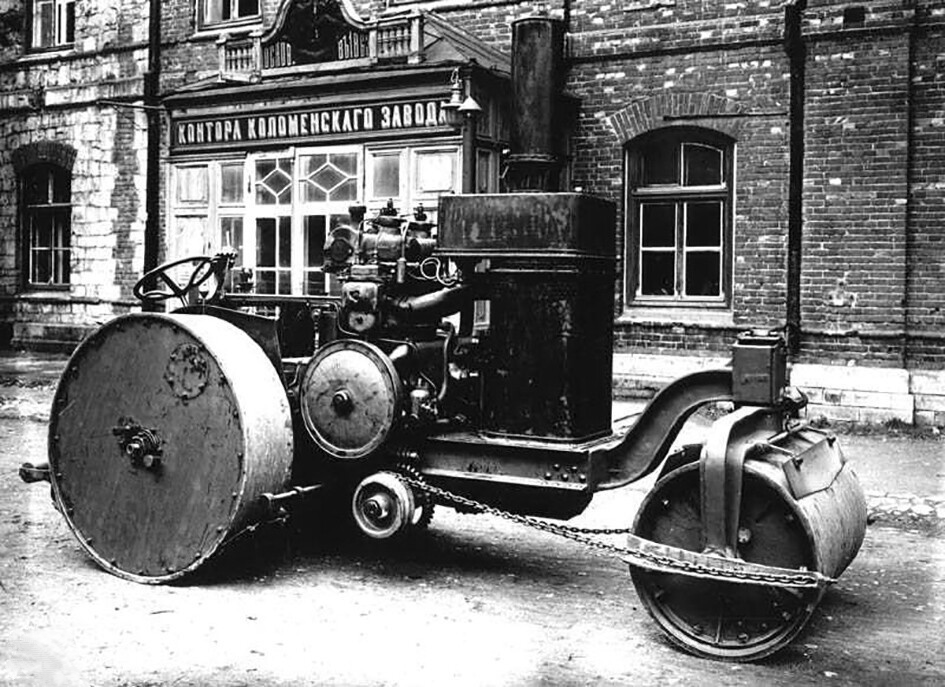
Один из первых катков для укладки асфальта производства Коломенского завода, 1910-е годы.

На начало XX века главными отделами Коломенского машиностроительного завода являлись: паровозостроение, вагонное производство, мостовой отдел, постройка пароходов и отдел общих машин, отделы паровых двигателей, локомобилей и разных станков. Общая производительность Коломенских заводов Общества составляла в ежегодном выпуске до 150 паровозов, 1500 товарных вагонов, 160 пассажирских вагонов, а также железных мостов и разных машин, всего на сумму до 9,5 миллионов царских рублей в год. При заводах Коломенском и Кулебакском заводах существовало Общество потребителей для снабжения рабочих, которое было составлено из пайщиков, самих рабочих. При заводах были жилые помещения для рабочих, общая столовая, читальня, а также больница, школа и народный театр.

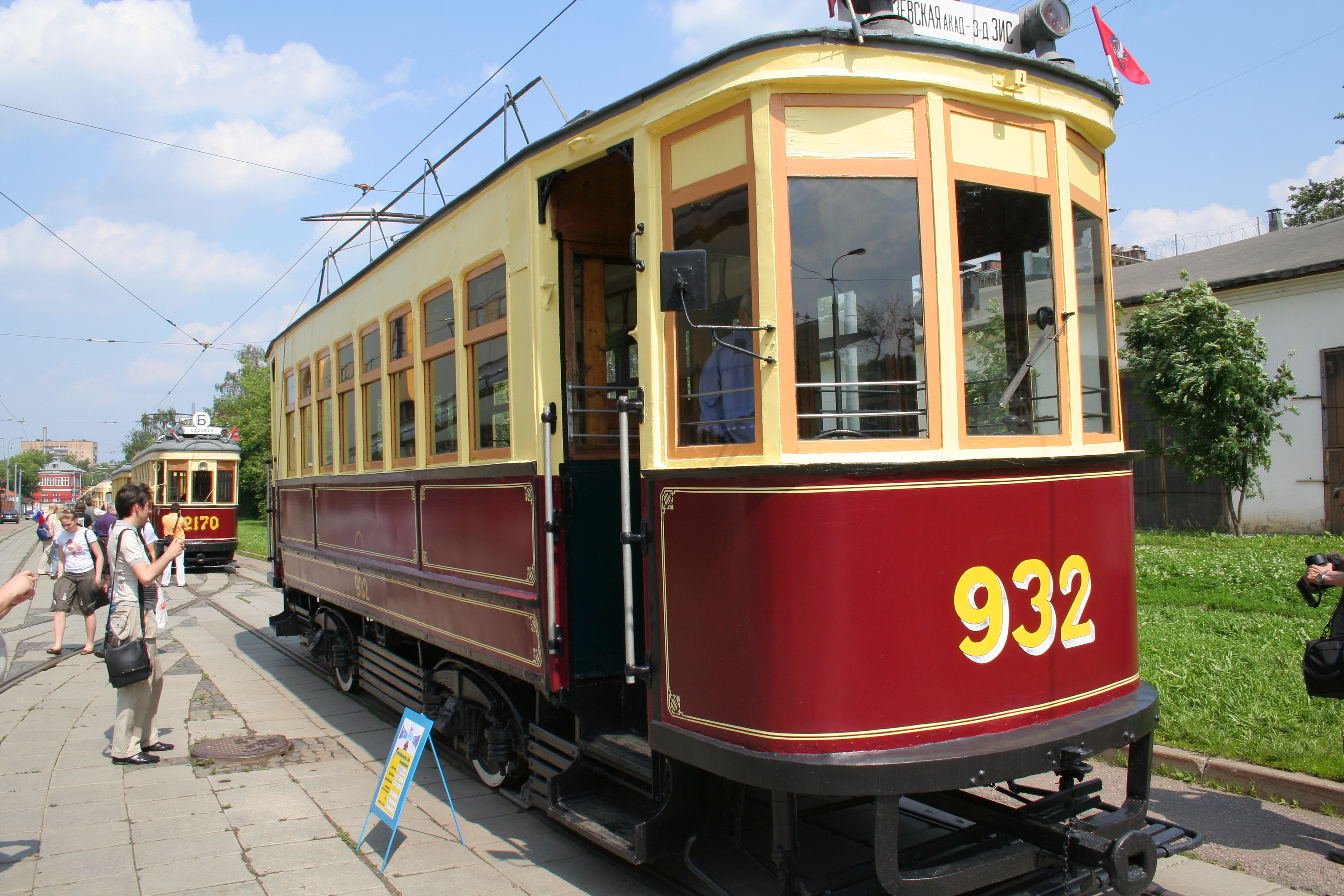
Трамвай БФ Коломенского завода производства 1910-х годов

Продукция завода была удостоена высших наград (Grand-Prix) на Всемирной выставке 1900 года в Париже и Всемирной выставке 1906 года в Милане.
Коломенский завод одним из первых в мире освоил производство нового класса тепловых двигателей — дизелей. В 1903 году здесь был изготовлен первый одноцилиндровый вертикальный дизель мощностью 18 лошадиных сил, а через некоторое время завод стал крупнейшим в стране производителем дизелей. В 1904—1905 годах дизели с торговой маркой Коломенского завода нашли применение как на заводах, так и в трубопроводном транспорте и на электрических станциях.
В 1911 году спущен на воду первый в мире речной винтовой теплоход «Коломенский дизель» серии «Бородино». Силовой установкой послужил двигатель Р. Дизеля, усовершенствованный главным инженером Коломенского завода Р. А. Корейво, что позволило впервые применить этот двигатель в мировом теплоходостроении, а также строительстве отечественных подводных лодок.
Последним мостом, изготовленным Коломенским заводом, стал Дворцовый мост, состоящий из 5 пролётов, средний из которых является быстро раскрывающимся.

### Советский период

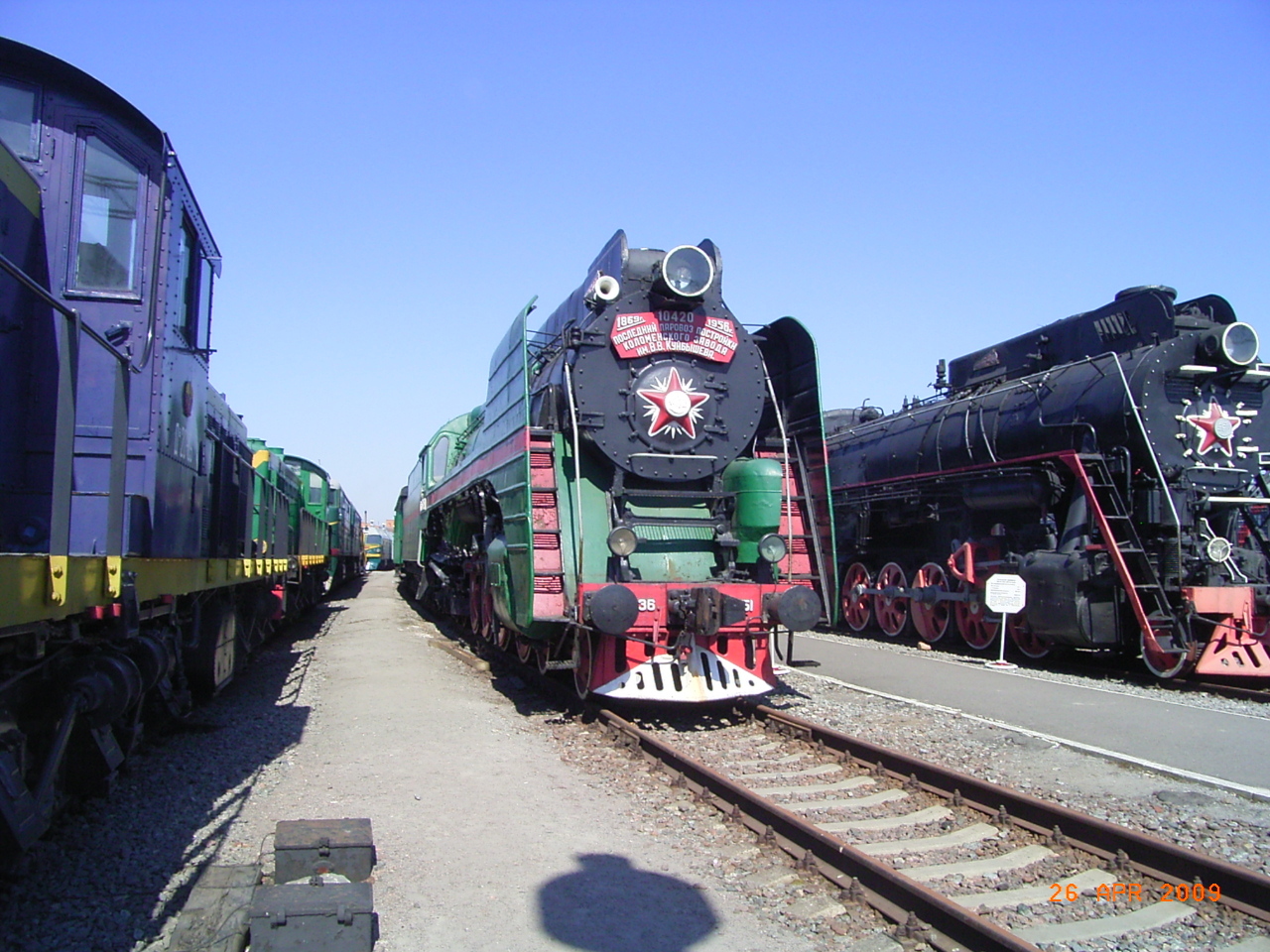
Последний построенный заводом паровоз в Центральном музее Октябрьской железной дороги

В первые годы Советской власти на заводе в небольших количествах выпускались паровозы, вагоны, трамваи и дизели. В 1931 году завод начал производить тепловозы, сначала — опытные, а в 1932 году — серийные Ээл и электровозы серии ВЛ19 — совместно с заводом «Динамо».

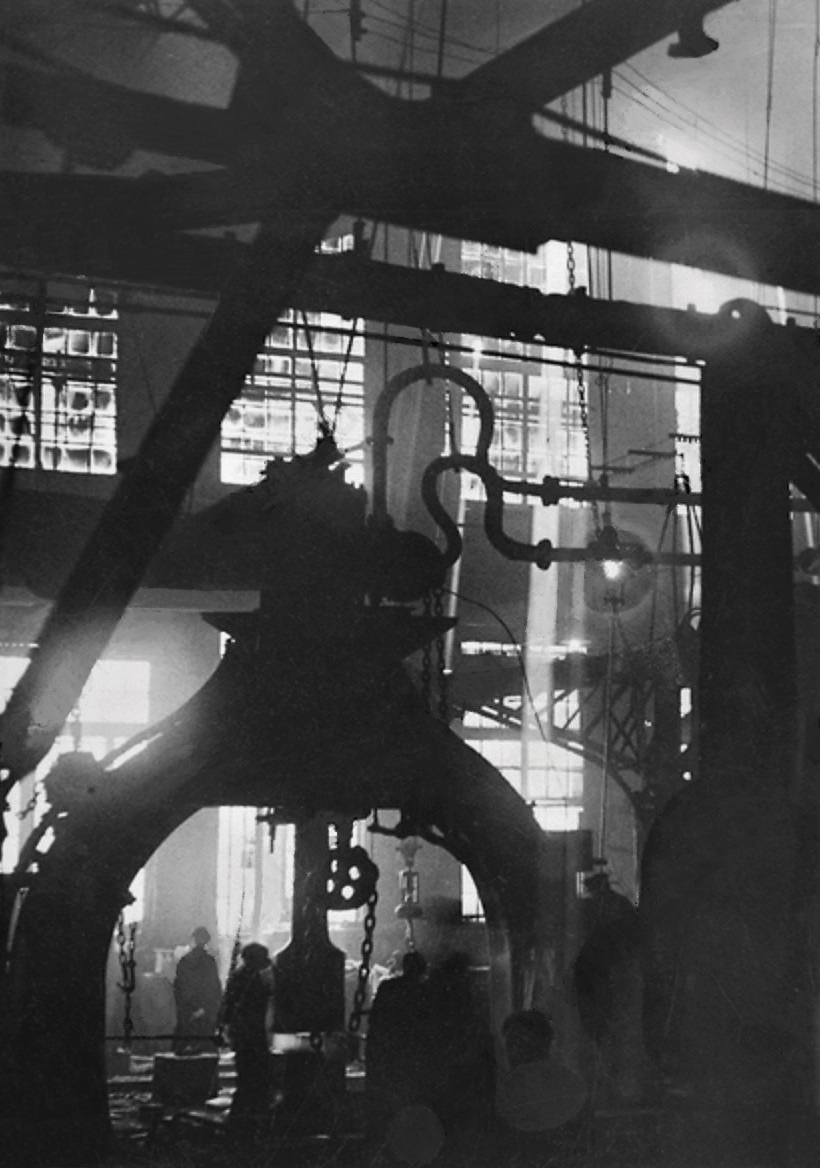
Паровой молот. Фото Сергея Струнникова, 1930-е годы

В конце 1934 года в Коломне на Коломенском паровозостроительном заводе заложили три подводные лодки типа «Щука» под номерами Щ-421, Щ-422 и Щ-423. Опыт оказался для завода неудачным и 7 мая 1936 года было принято решение передать лодки для достройки на завод Красное Сормово (N112), где они были достроены и сданы в начале декабря 1937 года Балтийскому флоту.
В 1935 году заводу присвоено имя В. В. Куйбышева. Завод награждён орденом Ленина (1939), орденом Трудового Красного Знамени (1945) и орденом Октябрьской Революции (1971).
До начала Великой Отечественной войны завод выпускал паровозы, тепловозы, электровозы, дизели, проходческие щиты и тюбинги для метро, турбины, тендеры-конденсаторы для паровозов. В годы войны завод обеспечивал нужды фронта: ремонтировал танки, строил бронепоезда, изготовлял боеприпасы. В 1943 году завод возобновил выпуск паровозов и дизелей.
В 1948 году за разработку и освоение поточного метода производства в паровозостроении инженеры Коломенского паровозостроительного завода стали лауреатами Сталинской премии: А. Н. Демьянович, главный инженер И. М. Шахрай, главный технолог К. К. Яковлев, директор И. И. Архипенко, М. И. Гриднев, А. В. Шадрин, А. П. Степанов, В. А. Ильяшевич, Е. Ф. Горин, И. А. Холодилин,
В ноябре 1953 года завод выпустил десятитысячный паровоз.
С 1956 года завод серийно выпускает тепловозы, а также дизели для тепловозов, судов, подводных лодок, дизельных электростанций. Пассажирские тепловозы ТЭП60 и ТЭП70 выполняют львиную долю пассажирских перевозок по неэлектрифицированным линиям в России, на Украине и в Белоруссии, а также эксплуатируются в Казахстане. Были выпущены два ТЭП80 — самых скоростных в мире пассажирских тепловоза с оригинальным экипажем, два ЭП200 — скоростных пассажирских электровоза переменного тока с вентильным тяговым приводом на отечественной элементной базе.

### Современность
В 1992 году Коломенский завод награждён Почётной грамотой Президиума Верховного Совета Российской Федерации.
В 1997 году заводом изготовлены два опытных образца пассажирского электровоза переменного тока ЭП200 мощностью 8000 кВт с максимальной скоростью в эксплуатации 200 км/ч, конструкционной скоростью по экипажу — 250 км/ч.
В конце 90-х годов по инициативе Коломенского завода была начата ремоторизация тепловозного парка МПС России — замена технически и морально устаревших двигателей на более экономичные и надежные коломенские двигатели типа Д49.
В 2000 году было освоено производство блочно-транспортабельных электростанций широкого назначения. Эти электростанции используются в качестве источника автономного (основного или вспомогательного) энергоснабжения для предприятий нефте- и газодобывающей промышленности в отдаленных регионах России.
В 2000-х годах завод начал выпуск тепловозов ТЭП70БС (заводская серия — ТЭП70А), отличающихся от ТЭП70 прежде всего кузовом, возможностью энергоснабжения пассажирского состава напряжением 3 кВ и микропроцессорной системой управления, и электровозов постоянного тока ЭП2К. Также выпущены 26 тепловозов ТЭП70У, унифицированных с ТЭП70БС, но имеющих старый главный генератор от ТЭП70, то есть без энергоснабжения состава, и 12 двухсекционных грузовых тепловозов 2ТЭ70, имеющих усиленный кузов с межсекционным переходом и поосное регулирование силы тяги.
В 2006 году создан дизель-генератор 21-26ДГ-01 мощностью 2500 кВт при 1000 об/мин. Особенностью нового двигателя является применение электронной системы топливоподачи импульсного действия и электронной системы, обеспечивающей перепуск воздуха из компрессора в турбину. Установлен на первом российском грузовом тепловозе 2ТЭ25А «Витязь» с асинхронной главной силовой передачей производства Брянского машиностроительного завода.
В 2006 году локомотивные дизели Д49 аттестованы на соответствие экологическому стандарту EURO IIIA.
В 2018—2022 годах была проведена полная модернизация завода.

## Санкции
18 декабря 2023 года, из-за российского вторжения на Украину, компания внесена в санкционный список стран Евросоюза так как предприятие производит дизельные двигатели для российских военных кораблей и подводных лодок, которые «используются Вооруженными Силами России в ходе агрессивной войны России против Украины». Ранее предприятие было включено в санкционный список Украины

## Продукция

Корпуса Коломенского завода над Москва-рекой.

В настоящее время (2022 год) основные направления деятельности предприятия: проектирование, производство и обслуживание дизелей и дизель-генераторов для тепловозов, электростанций, большегрузных самосвалов, судов) и локомотивов. В основном завод изготавливает пассажирские электровозы и тепловозы — ЭП2К, ТЭП70БС и ТЭП70У, грузовые тепловозы 2ТЭ70, среднеоборотные дизели Д49, V-образные двигатели Д300 и Д500, а также двигатели для электростанций (7ГДГ, 7ГДГ-Н, 8ГДГ, 8ДГ-Н, 7ГМГ, 8ГМГ и АД2000), АЭС (16ЭДГ500, 20ЭДГ500, ДГУ3100, ДГУ3200, ДГУ4000 и ДГУ6200), а также дизели для модернизации и постройки новых тепловозов. Также предприятие поставляет Минобороны России дизельные двигатели для военных кораблей и подводных лодок которые используются в корветах проекта 20380, проекта 20385, подводных лодок проекта 636 и иных.
| Продукция                                                                            | 2006 год       | 2007 год       | 2009 год |
| ------------------------------------------------------------------------------------ | -------------- | -------------- | -------- |
| Пассажирский тепловоз ТЭП70БС                                                        | 24             | 11             | 26       |
| Пассажирский тепловоз ТЭП70У                                                         | 16             | 10             |          |
| Пассажирский тепловоз ТЭП70                                                          | 1              |                |          |
| Грузовой тепловоз 2ТЭ70                                                              | 4 секции       | 20             |          |
| Пассажирский электровоз ЭП2К                                                         |                |                | 30       |
| Дизелей и дизель-генераторов различных типов                                         | 264            | 410            | 303      |
| Различных запасных частей для дизельных двигателей реализовано предприятием на сумму | 900 млн рублей | 840 млн рублей |          |

| № | Наименование продукции                   | Ед. изм. | 2017 год   | 2018 год   | 2019 год   | 2020 год   |
| - | ---------------------------------------- | -------- | ---------- | ---------- | ---------- | ---------- |
| 1 | Локомотивы, всего                        | секц.    | 32         | 42         | 44         | 30         |
| 1 | Локомотивы, всего                        | тыс.руб. | 3 060 043  | 4 150 050  | 4 238 017  | 3 433 969  |
|   | Тепловозы                                | секц.    | 19         | 12         | 19         | 5          |
|   | Электровозы                              | секц.    | 13         | 30         | 25         | 25         |
| 2 | Дизели, д/генераторы, дизельные агрегаты | шт.      | 313        | 469        | 534        | 504        |
| 2 | Дизели, д/генераторы, дизельные агрегаты | тыс.руб. | 7 351 667  | 9 866 020  | 13 027 186 | 12 116 470 |
|   | 1А-9ДГ исп.3/01/02                       | шт.      | 64         | 103        | 128        | 168        |
|   | 1А-9ДГ исп.2-01                          | шт.      | 26         | 56         | 34         | 41         |
|   | 2А-9ДГ/-01/-02                           | шт.      | 1          | 20         | 28         | 30         |
|   | 5-26ДГ-01/02/03                          | шт.      | 11         | 26         | 42         | 85         |
|   | 18-9ДГ/01/02/03/04/05                    | шт.      | 172        | 214        | 257        | 134        |
|   | 11-26ДГ                                  | шт.      | 6          | 7          | 15         | 13         |
|   | 7-ГДГ, 8ГДГ-Н                            | шт.      | -          | -          | 3          | 2          |
|   | 9ГМГ                                     | шт.      | -          | -          | -          | 3          |
|   | 7-6Д49/-02                               | шт.      | 22         | 28         | 13         | 12         |
|   | 21-26ДГ-01                               | шт.      | 1          | 5          | 2          | 2          |
|   | Прочие д/г и агрегаты                    | шт.      | 10         | 10         | 12         | 14         |
| 3 | Запчасти                                 | тыс.руб. | 1 935 239  | 1 583 333  | 1 165 043  | 1 437 477  |
| 4 | Прочие работы и услуги                   | тыс.руб. | 436 333    | 591 724    | 563 939    | 469 621    |
|   | Итого                                    | тыс.руб. | 12 783 282 | 16 191 127 | 18 994 185 | 17 457 537 |

## Руководители предприятия
- Струве Аманд Егорович (c 1863 по 1866)
- Струве Густав Егорович (с 1866 по 1882)
- Струве Аманд Егорович (c 1882 по 1898)
  - директор-распорядитель с 1895 — Аношин, Николай Константинович; в 1899—1902 годах — Андерсон, Карл-Ричард Константинович[28]
- Крюденер-Струве Александр Амандович (с 1898 по 1902)
- Мещерский Алексей Павлович (с 1902 по июнь 1918)
- Урываев Михаил Егорович (с июня 1918 по январь 1920)
- Макаров Иван Гаврилович (с февраля 1920 по апрель 1921)
- Еленин Александр Алексеевич (с апреля 1921 по декабрь 1921)
- Урываев Михаил Егорович (с декабря 1921 по октябрь 1925)
- Мирошин Николай Георгиевич (с октября 1925 по сентябрь 1929)
- Березин Дмитрий Ефимович (с февраля 1930 по март 1935)
- Кукс Соломон Ильич (с апреля 1935 по февраль 1936)
- Доценко Иван Сергеевич (с февраля 1936 по апрель 1938)
- Малышев Вячеслав Александрович (с мая 1938 по февраль 1939)
- Новоторцев Семен Дмитриевич (с февраля 1939 по февраль 1940)
- Коньшин Сергей Николаевич (с февраля 1940 по сентябрь 1940)
- Рубинчик Ефим Эммануилович (с октября 1940 по октябрь 1941)
- Смеляков Николай Николаевич (с ноября 1941 по февраль 1942)
- Бебенин Леонид Николаевич (с февраля 1942 по апрель 1942)
- Гоциридзе, Спартак Валерианович (с мая 1942 по декабрь 1943)
- Андреев, Георгий Яковлевич (с декабря 1943 по май 1946)
- Яковлев Константин Константинович (с мая 1946 по март 1952)
- Пашин, Василий Николаевич (с апреля 1952 по декабрь 1960)
- Пятов, Владилен Михайлович (с декабря 1960 по июнь 1973)
- Стрельников Валентин Павлович (с июня 1973 по декабрь 1986)
- Арсеев Лев Дмитриевич (с сентября 1986 по январь 1987)
- Плотников Борис Владимирович (с января 1987 по август 1988)
- Кизельштейн, Михаил Ефимович (с августа 1988 по июнь 1995)
- Бережков Вячеслав Александрович (с июня 1995 по май 2000)
- Королев Александр Петрович (с июня 2000 по май 2001)
- Власов Владимир Николаевич (с октября 2000 по декабрь 2005)
- Новиков Александр Дмитриевич (с декабря 2005 по ноябрь 2006)
- Андреев Анатолий Федорович (с декабря 2006 по май 2007)
- Франц Виктор Николаевич (с мая по ноябрь 2007)
- Карпов, Владимир Юрьевич (с 26 июля 2008 по 18 мая 2014)
- Симонов Николай Петрович (с 19 мая 2014 по 19 октября 2015)
- Карпов, Владимир Юрьевич (с 20 октября 2015 по 31 августа 2017)
- Вожакин Евгений Евгеньевич (с 1 сентября 2017 по январь 2019)
- Мирный Дмитрий Сергеевич (с 10 января 2019 по январь 2022)
- Мочалин Игорь Валерьевич (с 11 января 2022 по октябрь 2022)
- Щедров Игорь Сергеевич (с 19 октября 2022 по настоящее время)

## Завод в филателии

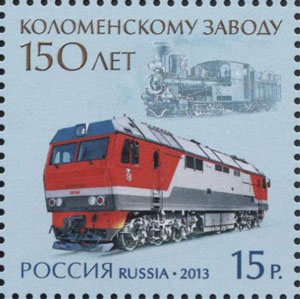
Почтовая марка России, посвящённая 150-летию Коломенского завода (2013). На марке изображены паровоз Т, с которого начался выпуск локомотивов на заводе, и современный тепловоз ТЭП70БС